# Kamila Podgórna
Kamila Magdalena Podgórna (ur. 19 września 1996 w Słupsku) – polska koszykarka, występująca na pozycji rzucającej, reprezentantka kraju w koszykówce 5x5 i 3x3, obecnie zawodniczka VBW Arki Gdynia.
5 czerwca 2019 podpisała nową umowę z zespołem Arki Gdynia.

## Osiągnięcia
Stan na 18 marca 2024, na podstawie, o ile nie zaznaczono inaczej.

### Klubowe
Seniorskie
- Mistrzyni Polski (2020, 2021)
- Brąz mistrzostw Polski (2019[6], 2022[7], 2024[8])
- Zdobywczyni:
  - Pucharu Polski (2020, 2021)[9][10]
  - Superpucharu Polski (2020)[11]
- Finalistka:
  - Pucharu Polski (2022)[12]
  - Superpucharu Polski (2021[13], 2022[14])
- Uczestniczka rozgrywek Eurocup (2016/17)

Młodzieżowe
- Mistrzyni Polski juniorek:
  - starszych (2014 – U–20, 2016 – U–22)
  - 2014
  - 3x3 (2013)
- Wicemistrzyni Polski juniorek (2013)
- Brąz mistrzostw Polski juniorek starszych (2017 – U–22)

### Indywidualne
Młodzieżowe
- Zaliczona I składu mistrzostw Polski U–22 (2017)

### Reprezentacja
- Uczestniczka:
  - kwalifikacji do Eurobasketu (2017)
  - uniwersjady (2017 – 13. miejsce)[15]
  - mistrzostw Europy:
    - U–20 (2016 – 8. miejsce)
    - U–18 (2014 – 12. miejsce)

  - FIBA Europe Cup 3x3 (2018 – 13. miejsce)
  - turnieju Big Twelve International 3X3 (2018 – 8. miejsce)
  - kwalifikacji do FIBA Europe Cup 3x3 (2018 – 5. miejsce)